# 吉田枝里子
吉田 枝里子（よしだ えりこ、1986年-）は、日本の女性画家、浮世絵師。
東京都新宿区出身。父はジャズピアニストの吉田章啓、祖父は写真家の吉田千秋。2009年に女子美術大学を卒業した後、鳥居派9代目当主鳥居清光の元で10年間鳥居派伝統の歌舞伎絵看板制作に従事した後独立。独立後は伝統的な浮世絵作品に加え、ピンクを基調とした抽象画の文様を取り入れた現代風のポップな浮世絵作品へと作風を広げ、東京都と夫の出身地である高知県を拠点に活動を続ける。２児の母。